# Interstate 280 (New Jersey)
Die Interstate 280 (kurz I-280) ist ein Ost-West Interstate Highway und ein Zubringer der Interstate 80. Sie verbindet die I-80 in Parsippany-Troy Hills mit Newark (New Jersey) und der Interstate 95, die in diesem Abschnitt Teil des New Jersey Turnpikes bildet. Ein besonderes Merkmal der Strecke ist die William A. Stickel Memorial Bridge, eine Hubbrücke über den Passaic River. Der Highway mit einer Länge von 28,73 Kilometer (17,85 Meilen) wird auch Essex Freeway genannt.